# Mariusz Muszalik
Mariusz Muszalik (ur. 23 września 1979 w Katowicach) – polski piłkarz występujący na pozycji pomocnika.
Swoją karierę zaczął w klubie Górnik MK Katowice, skąd w 1994 roku przeszedł do GKS-u Katowice. W klubie tym grał aż 10 lat. W I lidze zadebiutował 28 lipca 1996 roku w meczu z Rakowem Częstochowa. W barwach GKS-u w ekstraklasie zagrał 156 meczów i zdobył 10 bramek. W 2004 roku przeszedł do Odry Wodzisław Śląski. W jej barwach zagrał 76 meczów i strzelił 1 gola. Od czerwca 2007 do czerwca 2008 był zawodnikiem Dyskobolii Grodzisk Wlkp. Następnie został piłkarzem Piasta Gliwice. Najlepiej zapamiętany przez kibiców Piasta, dzięki strzeleniu zwycięskiej bramki w meczu derbowym z Górnikiem Zabrze, 3 kwietnia 2009. Od lipca 2011 roku reprezentował klub Olimpia Elbląg. Dnia 27 stycznia 2012 roku podpisał półroczny kontrakt z Ruchem Radzionków. Od sezonu 2012/13 był zawodnikiem ROW 1964 Rybnik, w którego barwach występował do maja 2018 roku.
30 czerwca 2018 roku został zawodnikiem A-klasowego klubu CKS Czeladź.
Jest siostrzeńcem Jana Furtoka. Zagrał 45 minut w barwach reprezentacji Górnego Śląska w meczu charytatywnym przeciwko reprezentacji Polski na rzecz rodzin ofiar tragedii w kopalni „Halemba”.